# 华南理工大学生物医学科学与工程学院
华南理工大学生物医学科学与工程学院（简称：华工生医学院）是华南理工大学下属的工科学院，成立于2017年12月，是华南理工大学广州国际校区首批建设的新工科学院之一，主要发展生物医学科学、生物医学工程和生物制药相关学科。

## 历史沿革
2017年12月19日，生医学院正式成立，成为广州国际校区首批建设学院之一。
2018年9月，学院招收的首批博士及硕士研究生正式入学。
2019年9月，广州国际校区正式启用，学院招收的首批本科生亦同时入学。

## 现任领导
截至2022年11月，生医学院的领导组成为：
- 院长：王均
- 副院长：陈珺、边黎明、付晓玲

## 学术科研

### 学科设置
截至2020年2月，生物学院共有如下的研究生学位授权点和本科专业：
- 博士学位授权点：生物医学工程、医药生物学、材料学
- 硕士学位授权点：生物医学工程、药学、生物学
- 本科专业：生物医学科学、生物医学工程、生物制药

其中，生物医学工程一级学科在2017年全国第四轮学科评估中排名前十，是广东省重点学科（攀峰）；生物医学工程和生命科学是学校“双一流”重点建设学科；生物医学工程专业是广东省省级一流本科专业建设点。

### 科研基地
- 肿瘤微环境研究所[7]

## 知名学者
- 格雷格·塞门扎：美国科学院、美国医学院、美国艺术与科学院院士，约翰霍普金斯大学医学院教授，2019年诺贝尔生理学或医学奖获得者[7]
- 王迎军：中国工程院院士，华南理工大学国家人体组织功能重建工程技术研究中心主任，兼任中国生物材料学会理事长；曾任华南理工大学校长、党委书记